# Гиженка
Гиже́нка (бел. Гіжэнка) — агрогородок в Славгородском районе Могилёвской области Белоруссии. Административный центр Гиженского сельсовета.

## История
Название агрогородка происходит от реки Гиженка.
В 1783 году деревня входила в состав имения пана Городетского Чериковского повета Могилёвской губернии.
С 1873 года деревня Гиженка считалась государственным владением. В 1884 году было 33 двора, в том числе 10 столярных и 6 бондарных, проживало 163 жителя.
В период Великой Отечественной войны деревня полностью была сожжена, после освобождения (3 октября 1943 года) — отстроена вновь.
В 1956 году количество дворов в деревне достигло ста.
20 марта 2008 года деревне был присвоен новый статус (изменён род объекта). В настоящее время Гиженка — агрогородок.

## География
Агрогородок находится на востоке Славгородского района на реке Тросливка. Ближайший населённый пункт — деревня Красный Октябрь.

## Промышленность и сельское хозяйство
В агрогородке находится СПК «40 лет Октября».

## Культура и образование
В деревне имеются Гиженская средняя общеобразовательная школа и Гиженский ясли-сад. Также функционирует Гиженский сельский дом культуры и Гиженская сельская библиотека.

## Здравоохранение и социальная защита населения
В деревне работают Гиженский ФАП и Гиженский социальный пункт.